# Chirmont
Chirmont ist eine nordfranzösische Gemeinde mit 153 Einwohnern (Stand 1. Januar 2022) im Département Somme in der Region Hauts-de-France. Die Gemeinde liegt im Arrondissement Montdidier, ist Teil der Communauté de communes Avre Luce Noye und gehört zum Kanton Ailly-sur-Noye.

## Geographie
Die Gemeinde wird im Westen durch das Tal der Noye begrenzt, durch das auch die Bahnstrecke Paris–Lille führt (Haltepunkt in La Faloise). Die südöstliche Begrenzung bildet die Départementsstraße D14, während die D188 in nord-südlicher Richtung durch den Ortskern führt. Mit Epagny (Gemeinde Chaussoy-Epagny) besteht eine Verbindung durch eine Brücke über die Noye. Oberhalb des Flusstals liegt das Gehöft Ferme de Courcelles. In der Nordostecke der Gemeinde finden sich mehrere Windkraftanlagen. Die Entfernung nach dem im Norden gelegenen Ailly-sur-Noye beträgt rund 6,5 km.

## Geschichte
Die Kirche von Chirmont wurde 1904 abgebrochen; an ihrer Stelle steht ein Glockenstuhl.
Die Gemeinde erhielt als Auszeichnung das Croix de guerre 1914–1918.

## Einwohner
| 1962 | 1968 | 1975 | 1982 | 1990 | 1999 | 2006 | 2010 |
| ---- | ---- | ---- | ---- | ---- | ---- | ---- | ---- |
| 120  | 102  | 108  | 102  | 106  | 108  | 119  | 120  |

## Verwaltung
Bürgermeister (maire) ist seit 2001 Jean-Michel Vanooteghem.